# Goldiwil

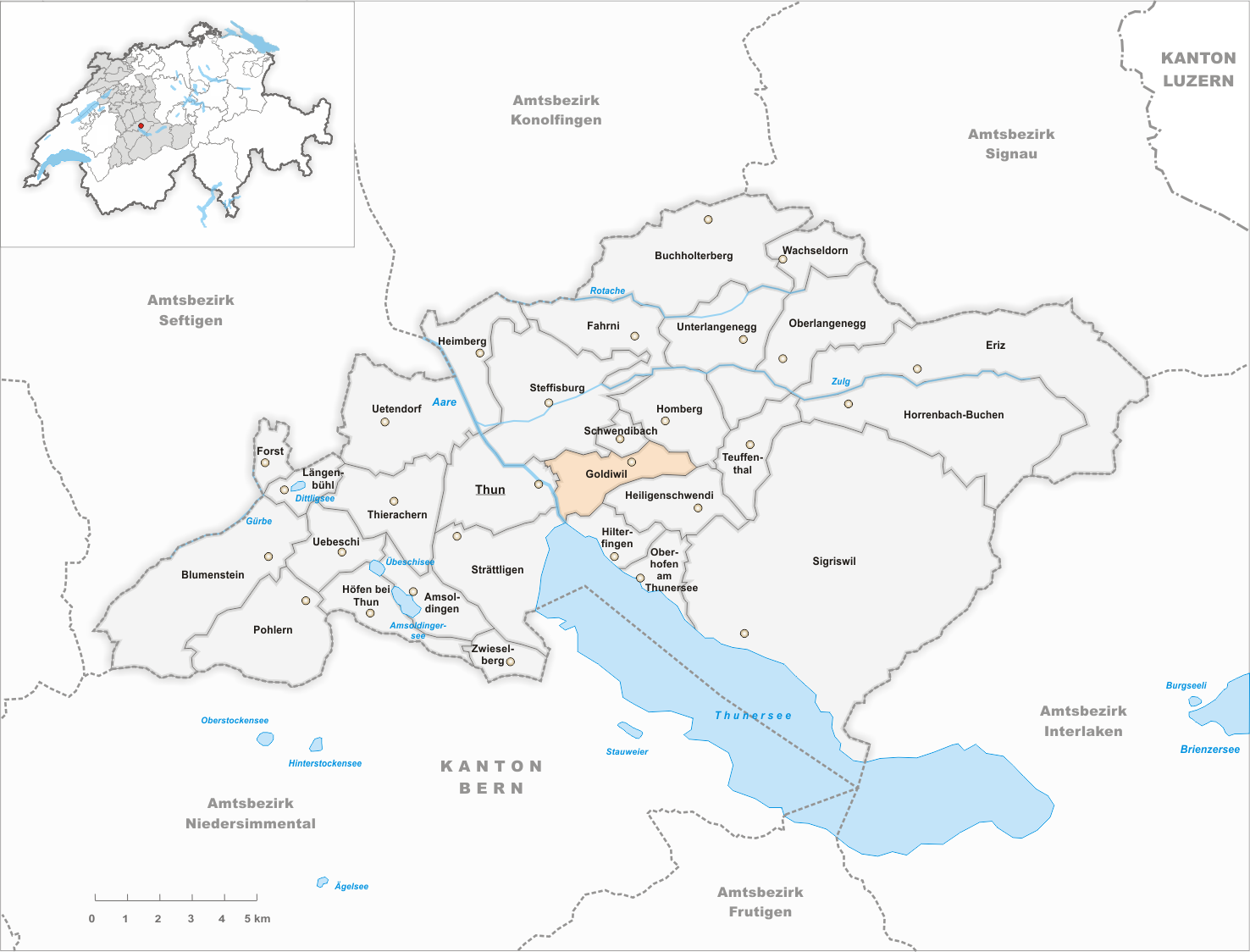
Gemeindestand vor der Fusion am 1. Januar 1913

Goldiwil  ist eine Ortschaft in der politischen Gemeinde Thun im Verwaltungskreis Thun des Schweizer Kantons Bern. Bis zum 31. Dezember 1912 war Goldiwil eine eigene politische Gemeinde. Auf den 1. Januar 1913 wurde sie in Thun eingemeindet.

## Geographie
Das Dorf Goldiwil liegt in nordöstlicher Richtung, rund 500 m oberhalb von Thun. Die Grenze bildet hier der Grüsisbergwald. Goldiwil grenzt ausserdem an Heiligenschwendi, Homberg und Schwendibach. Vom Dorfeingang bis zum Dorfausgang ist das Dorf etwa 4–5 km lang. Vom tiefsten bis zum höchsten Punkt besteht ein Höhenunterschied von knapp 300 m.
Neben dem Dorf Goldiwil («Goldiwil ob dem Wald») gehörte zur ehemaligen Gemeinde Goldiwil auch «Goldiwil nid dem Wald», welches unterhalb des Grüsisbergwaldes liegt und an den Thunersee, das Aarebecken und die Thuner Altstadt grenzt. Heute bildet es das Thuner Stadtquartier Lauenen-Hofstetten-Ried.

## Geschichte
Der Name Goldiwils taucht – soweit bis heute bekannt – erstmals 1308 in einem Dokument auf, in dem Konrad, Rudolf und Ulrich von Goldenwyle erwähnt und als Burger von Thun bezeichnet werden. In einem weiteren Schriftstück, einem Kaufbrief von 1322, geht es um «den halben Acker zum Stein, hinter Goldenwyle». 1362 wird es erstmals als Gemeinde bezeichnet. Aus dem Jahre 1372 stammt eine in deutscher Sprache und prächtigem Schriftbild abgefasste Urkunde über eine «Zehndenübergabe Goldewyle an Domherr Thomas Kraft, Amsoldingen, und Kathrinen Zofingern zu Thun». Ein Geschlecht «von Goldenwyl» ist im 14. Jahrhundert zu Thun und Bern verburgert.
Auf Antrag von «Goldiwil nid dem Wald» wurde 1913 die Eingemeindung von Goldiwil in die Gemeinde Thun vollzogen. Goldiwil erhielt 1950 als Teil der Kirchgemeinde Thun eine eigene Kirche.

## Bevölkerung
Das Dorf zählte 2018 rund 1100 Einwohner.
1850 wurden 924, 1910 1048 Einwohner gezählt.

## Politik
Das letzte Überbleibsel der Eingemeindung von Goldiwil «ob und nid dem Wald» mit Thun ist die Schulgemeinde, welche vom Schulbüro geleitet wird. Goldiwil besitzt das Vorrecht, die Schulkommission direkt durch das Volk zu wählen. Zusätzlich nimmt das Schulbüro die Funktionen eines Quartierleistes wahr und stellt die Verbindung zu den Stadtbehörden her.
Die Schulgemeinde-Versammlung findet jeweils am letzten Freitag im Januar statt.

## Verkehr
Goldiwil ist durch die STI-Linie 31 (Thun–Goldiwil–Heiligenschwendi) gut erschlossen.

## Sport
Goldiwil bietet mit den Nachbardörfern eine Vielzahl von Wegen zum Wandern, Spazieren, Walken usw. Ausserdem ist Goldiwil auch für Velofahrer attraktiv. Der Aufstieg der Kantonsstrasse von Thun nach Heiligenschwendi (via Goldiwil) ist grösstenteils im Wald gelegen und deshalb auch im Sommer sehr kühl. Da die Strasse nicht zu stark befahren wird, ist auch der Verkehr angenehm. Für die Downhillbiker führt eine Strecke über die Rabenfluh nach Thun.
Der Skiclub Goldiwil ist einer der aktivsten der Region und bietet bei der Multenegg einen Skilift für die ganz Kleinen. Im Winter sind ausserdem verschiedene Schlittelwege in der Gegend vorhanden. Es gibt auch einen Sportplatz in Goldiwil.

## Ausblick

Ausblicke von Goldiwil aus auf Berge und See
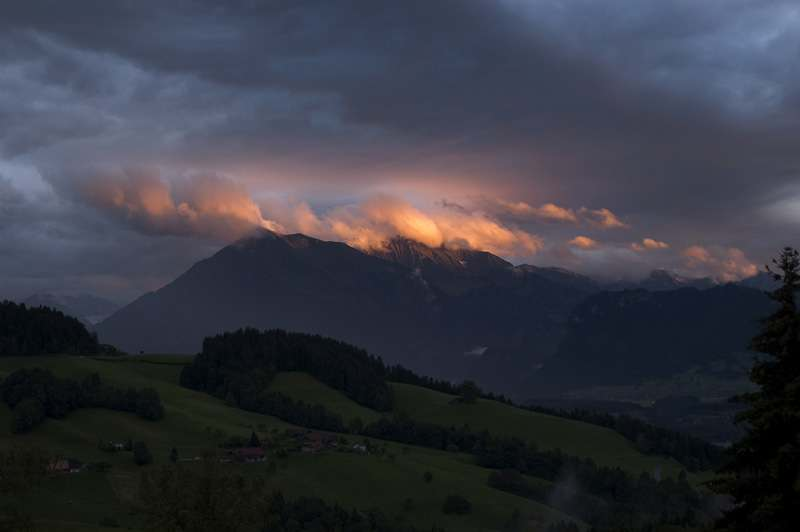
Blick von Goldiwil auf den Niesen
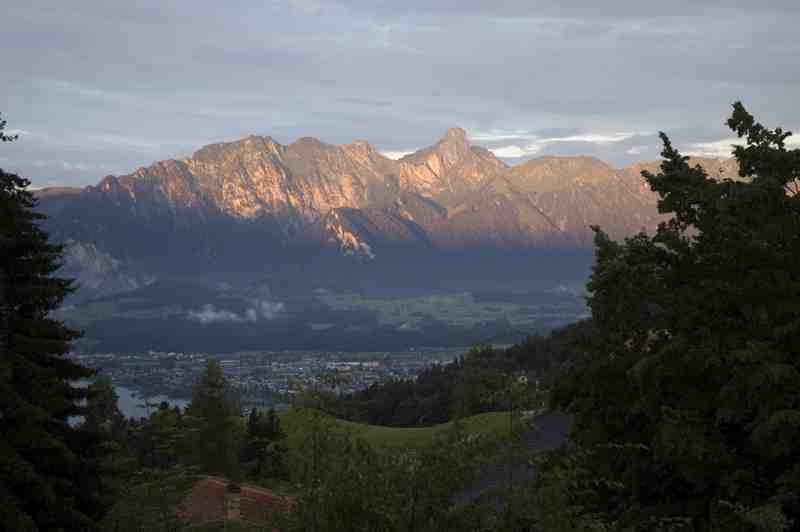
Blick von Goldiwil auf das Stockhorn. Links ist ein Teil des Thunersees zu sehen.